# عبده رزاز صالح خالد
 عبده رزاز صالح خالد أمين مساعد حزب اتحاد القوى الشعبية وزير المياه والبيئة السابق في حكومة باسندوة في الفترة 7 ديسمبر 2011 حتى نوفمبر 2014.
```
السيرة الذاتية
```

المعلومات الشخصية:
الاسم: عبده رزاز صالح خالد (عبد السلام رزاز).
تاريخ الميلاد:1965م.
الحالة الاجتماعية: متزوج – عدد الأولاد:3
الحزب: اتحاد القوى الشعبية اليمنية.
الوضع القيادي في الحزب: امين عام مساعد.
العنوان: صنعاء شارع الستين الغربي- تلفون:733176552-773337338- 
المؤهلات العلمية
ليسانس اداب (علم نفس +اجتماع) 1989م.
دبلوم عام بعد الجامعة (تربوي) 1992م.
تمهيدي ماجستير علم نفس 2005م.
دبلوم لغة فرنسية 1996م.
الوظائف الحكومية:
```
وزير المياه والبيئة بحكومة الوفاق الوطني 2011-2014م
```

مستشار اللجنة الوطنية لليونسكو 2010م -2012م.
مدير عام الدراسات وتبادل المعلومات باللجنة الوطنية لليونسكو 2000-2001م.
مدير عام مساعد للدراسات وتبادل المعلومات باللجنة الوطنية لليونسكو 2002-2007م.
مدير عام مساعد للمنظمات والعلاقات الدولية باللجنة الوطنية لليونسكو 2007-2010م.
مدير إدارة التوثيق وتبادل المعلومات باللجنة الوطنية لليونسكو 1991-2000م.
مسئول شعبة الموظفين بوزارة التربية والتعليم 1985-1988م.
تاريخ أول توظيف بالتعاقد 1985-87م.
تاريخ أول توظيف رسمي 1987م.
الدورات التدريبية والمشاركات:
دورة في مجال نظام ادامس للمعالجات الإحصائية – القاهرة.
دورة في مجال تنظيم وتحليل احصاءات البيانات الاستقصائية الرقمية –تونس
مشاركة في الملتقى العربي حول المؤشرات الاحصائية المستخدمة في قياس الفجوة الرقمية-تونس.
دورة في مجال نظام مجموعة البرامج الدولية لتنظيم وتحليل البيانات الرقمية-تونس.
مشاركة في العملية الميدانية للتعداد العام للمساكن والسكان.
مشاركة في ورشة عمل اقليمية حول اساليب توظيف الخصائص السكانية للإسهام في التنمية الشاملة – ورقة عن الخصائص في اليمن- الجزائر.
دورة حول عمل المنظمات الإقليمية والدولية العاملة في مجال التربية والثقافة والعلوم نظمتها المنظمة العربية-صنعاء.
دورة حول منظمة اليونسكو وطرائق عملهافي التخطيط والتنفيذ- صنعاء.
دورة في مجال التربية السكانية بدعم من اليونسكو-صنعاء.
مشاركة في ورشة عمل حول توحيد قاعدة البيانات التربوية – بيروت.
دورة في مجال شبكات المعلومات العالمية واستخدام نظام اكسز-القاهرة.
دورة عن بعد حول المكتبات في عصر المعلومات بدعم المنظمة العربية-صنعا.
مشاركة في الندوة الحوارية حول جاهزية الوطن العربي للدخول في مجتمع المعلومات-تونس.
دورة حول تنظيم الأرشيف في الوزارات والمصالح الحكومية بالتعاون مع البرنامج الانمائي للامم المتحدة-صنعاء.
دورة حول صيانة وتنظيم الوثائق العامة بالتعاون مع البرنامج الانمائي للاممالمتحدة- صنعاء.
دورة في مجال استخدام ادوات وانظمة المعلومات والتوثيق بالتعاون مع المنظمة العربية –صنعاء.
دورة حول التكشيف والتحليل الموضوعي للوثائق واستخدام النظم الالية- تونس.
دورة حول الحفاظ على التنوع البيولوجي بالتعاون مع المنظمة الإسلامية- صنعاء.
دورة في مجال تقنيات التعليم- سوريا.
دورة في مجال التخطيط والبرمجة المنظمة الإسلامية – المملكة المغربية.
دورة في مجال عمل المنظمة العربية للتربية والثقافة والعلوم –تونس.
دورة في مجال الاتصال والاعلام اليونسكو - مسقط.
مشاركة في ورشة عمل حول الحفاظ على التنوع الحيوي –مسقط.
دورة في مجال حقوق الإنسان – بيروت.
دورة في مجال التعايش والتفاهم مع ثقافات الشعوب-تونس.
الندوات:
ندوة حول حقوق الطفل –ورقة عمل حول الطفل ضحية الاسرة اولا.
```
ندوة حول صدام الحضارات – ورقة عمل حول صراع الثقافات.
```

ندوات حول مناقشة تقارير حقوق الإنسان في اليمن.
ندوات حول حقوق المرأة ومشاركتها في الحياة العامة.
ندوات حول الحقوق والحريات.
ندوة حول الاعلام المتعدد.
ندوة حول اليوم العالمي للفسلفة.
ندوات حول الكوتا.
ندوات حول الانتخابات العامة.
ندوات حول الشفافية والحكم الرشيد.
ندوات حول مكافحة الفساد.
ندوات حول التنمية السياسية.
الخبرات الفنية:
المساهمة في اعداد الخطط والبرامج للجنة الوطنية لليونسكو.
المساهمة في اعداد الخطط قصيرة ومتوسطة المدى الخاصة بالمنظمات الإقليمية والدولية العاملة في مجالات التربية والثقافة والعلوم وحقوق الإنسان.
منسق وطني لمشروع جمع وتوثيق التراث الشعبي في اليمن بالتعاون مع المنظمة العربية للتربية والثقافة والعلوم.
المساهمة في تنفيذ دراسات احصائية حول تطور التعليم العام والعالي في اليمن بالتعاون مع المنظمات الإقليمية والدولية العاملة في مجال التربية والثقافة والعلوم.
المساهمة في اعداد دراسة احصائية حول تطور الثقافة العلمية في اليمن بالتعاون مع المنظمة العربية للتربية والثقافة والعلوم.
منسق وطني لمشروع نظام ادامس للمعالجات الاحصائية بالتعاون مع المنظمة العربية للتربية والثقافة والعلوم.
المساهمة في اعداد الخطط العامة والتنظيمية والانتخابية الخاصة بالحزب.
المساهمة في التحضير لمؤتمر المصالحة الصومالية صنعاء بالتعاون مع منظمة اليونسكو.
المساهمة في التحضير للاجتماعات الإقليمية للجان الوطنية العربية لليونسكو.
المجال الحزبي والسياسي:
على المستوى الحزبي:
- التحقت بالعمل الحزبي عام 1979م.
- عضو الأمانة التنظيمية للاتحاد.
- عضو الأمانة العامة للاتحاد وعضو الأمانة التنظيمية.
- عضو الأمانة العامة للاتحاد نائب أمين الأمانة التنظيمية ومسئول دائرة الانتخابات.
- الأمين العام المساعد للشئون التنظيمية.
- الأمين العام المساعد.
- المساهمة في تطوير النظام الأساسي والبرنامج السياسي للحزب.
- المساهمة في التحضير للمؤتمرات العامة للحزب.

2- على المستوى السياسي الوطني:
```
* مقرر مجلس التنسيق لأحزاب المعارضة عام 2000م.
* مقرر المؤتمر القومي الإسلامي الساحة اليمنية.
* أول مقرر لأحزاب اللقاء المشترك من 2001 – 2007م.
* عضو الهيئة التنفيذية للمشترك.
* عضو المجلس الأعلى للمشترك.
* عضو اللجنة التحضيرية للحوار الوطني.
* عضو الأمانة العامة للجنة الحوار الوطني ونائب رئيس اللجنة الإعلامية فيها.
* عضو لجنة المأتيين للحوار بين المشترك والمؤتمر الشعبي العام.
* عضو المجلس الوطني لقوى الثورة السلمية.
* المشاركة في الإعداد للانتخابات النيابية في اطار المشترك عام 2003م.
* المشاركة في الإعداد للانتخابات الرئاسية والمحلية في اطار المشترك عام 2006م.
* المشاركة في التحضير لمؤتمر التشاور الوطني واللجنة التحضيرية للحوار الوطني.
```

- المشاركة في التحضير لاجتماع الجمعية الوطنية وانتخاب المجلس الوطني لقوى الثورة السلمية.

```
* المشاركة في الحوار حول تطوير قانون الانتخابات عام 2001-2002م بين اللقاء المشترك والمؤتمر الشعبي العام.
```

في المجال الصحفي:
```
عضو هيئة تحرير مجلة اليمن والمنظمات الصادرة عن اللجنة الوطنية لليونسكو.
```

رئيس تحرير نشرة اليمن والمنظمات الصادرة عن اللجنة الوطنية لليونسكو.
كاتب عمود صحفي في صحيفتي الوحدوي وصوت الشورى ومقالات في بعض الصحف الأهلية حول قضايا الدولة المدنية والربيع الثوري وحقوق الإنسان. 
على الصعيدالإقليمي:
عضو المؤتمر القومي الإسلامي.
```
عضو المؤتمر القومي العربي.
```

شاركت في عدد من المؤتمرات واللقاءات العربية والإسلامية لنصرة العراق والمقاومة اللبنانية والقضية الفلسطينية.